# Flugplatz Oehna

i7
i11
i13
Der Verkehrslandeplatz Oehna (ICAO-Code: EDBO) ist ein deutscher Flugplatz bei Zellendorf, einem Ortsteil der Gemeinde Niedergörsdorf in Brandenburg rund 12 km südlich von Jüterbog und 70 km südlich von Berlin.
Neben der 850 Meter langen und 20 Meter breiten asphaltierten Start- und Landebahn verfügt er auch über eine 600 Meter lange und 30 Meter breite Grasbahn (Richtung beider Bahnen: 08/26).
Der Flugplatz ist für Flugzeuge mit einem Maximalgewicht von 5,7 Tonnen auf der Asphaltpiste und 2 Tonnen auf der Graspiste zugelassen.